# Spätneolithischer Grabfund aus Attika
Zu einem spätneolithischen Grabfund aus Attika (um 5000 bis 3500 v. Chr.) gehören neben sitzenden Idolen ohne Kinder, mit zwei Kindern oder mit einem Kind auf dem Rücken ein tiefer, rechteckiger Napf und ein Vierbeiner.
Der Fundkomplex befand sich 1976 in der Schweizer Privatsammlung von Charles Gillet und Marion Schuster in Lausanne und wurde bei der Ausstellung Kunst und Kultur der Kykladeninseln im 3. Jahrtausend v. Chr.  des Badischen Landesmuseums in Karlsruhe gezeigt. Der Fund kommt aus einer Raubgrabung und gelangte in den Kunsthandel, als Fundort wurde bei der Erstpublikation Attika angegeben. Später erwarb das New Yorker Sammlerehepaar  Leon Levy und Shelby White die Stücke. Nun wurde der Fundort mit „angeblich aus Euboia oder der gegenüberliegenden Ostküste von Attika nahe Porto Rafti“ angegeben.
Material (Marmor), Verwitterung und Versinterung sprechen nach Thimme für einen Fund aus Attika aus spätneolithischer Zeit. Sprengt man den harten Sinter ab, hinterlässt er eine gesunde, aber keineswegs frische Oberfläche. Die röntgenologische Untersuchung ergab für alle Stücke authentische typische Sintermerkmale. So singulär diese Idole mit den Kindern auch sind, sprechen die Oberflächenbeobachtung und naturwissenschaftliche Analyse für die Echtheit der Stücke. 

## Beschreibung und Einordnung der Stücke
Das Idol mit den übergeschlagenen Beinen (Höhe 13, 1 cm) entspricht im Typus jenen sitzenden Idolen, die Saul S. Weinberg 1951 zusammenstellte. Durch Kopf- und Oberkörpergestaltung verwandt ist ein stehendes Idol der Sammlung Henri Smeets. Die etwas schlankere Form des Exemplars aus dem Grabfund spricht für eine etwas spätere Entstehung. 
Das Idol mit den zwei Kindern (Höhe 15, 4 cm), in Naturnähe und Bewegtheit über alle bekannten neolithischen Idole Griechenlands hinausgehend, zeigt in der Beingestaltung einen Rest neolithischer Fülle. Andere Merkmale, wie die Andeutung der Rippen, kehren bei Idolen der Grotta-Pelos-Phase wieder.
Das weiter entwickelte dritte Idol (Höhe 12 cm) hat die neolithische Fettleibigkeit abgelegt und scheint trotz der Gemeinsamkeiten mit der obigen Figur von einem anderen Meister geschaffen worden zu sein. Die Verbindung spätneolithischer Merkmale mit der Grotta-Pelos-Phase ist auch hier überzeugend.
Tier und Napf ließen sich indes mit Opfern verbinden, die die Regeneration der Toten bewirken sollten.

## Kontext
Die nächsten Parallelen neolithischer Darstellungen von Frauenfiguren mit Kindern (auf dem Schoß oder an der Seite) stammen aus Anatolien, wo sie etwa 2000 Jahre älter sind; sie können den Bildhauern dieser Figuren nicht bekannt gewesen sein. Tönerne neolithische Mutter-Kind-Darstellungen aus Thessalien sehen ganz anders aus. Auch eine verschollene, etwa zeitgleiche Mutter-Kind-Darstellung aus Tegea. bietet keine gute Vergleichsmöglichkeit. Doch zeigen diese Statuetten, dass das Thema Mutter und Kind im Neolithikum und zu Anfang der Frühbronzezeit zwar selten ist, doch bekannt war.
Ähnlich ungelöst wie die Frage nach den zeitnahen Vorbildern ist jene, wen die Figuren mit einem oder zwei Kindern auf dem Rücken darstellen. Eine sitzende Haltung ist in aller Regel ein göttliches Attribut, Thimme denkt an göttliche Ammen. Einmalig ist dagegen die Zuordnung zweier Kinder zu einer Göttin.